# Brunettia solita
Brunettia solita és una espècie d'insecte dípter pertanyent a la família dels psicòdids, endèmic de Papua Occidental a Indonèsia. de Nova Guinea.